# Gai Claudi Marcel el Jove
Gai Claudi Marcel el Jove (en llatí Caius Claudius M. F. Marcellus) va ser un noble romà. Era fill de Marc Claudi Marcel el Vell (Marcus Claudius Marcellus). Formava part de la gens Clàudia i era de la família dels Claudi Marcel.
Va ajudar el seu pare en tots els passos que aquest va donar a favor de la conspiració de Catilina i quan la conspiració va ser descoberta va anar a Càpua per intentar la revolta dels esclaus i gladiadors de la ciutat, però va ser expulsat de Campània per Publi Sesti i es va refugiar al Bruci, on finalment va ser fet presoner i mort.